# Christelle Dabos

Christelle Dabos
© Chloé Vollmer-Lo / Gallimard

Christelle Dabos (geboren 1980 an der Côte d’Azur) ist eine französische Fantasy-Autorin.

## Biographie
Dabos wuchs in einer Musikerfamilie in Cannes an der Côte d’Azur auf. Sie schrieb ihre ersten Geschichten während der Schulzeit und schloss sich der Plume d’Argent an, einer Online-Community für Autoren. Bevor sie sich ganz dem Schreiben widmete, absolvierte sie eine Ausbildung zur Bibliothekarin. Seit 2005 lebt und arbeitet sie in Belgien.

## Literarische Karriere
2013 wurde ihr der Prix du premier roman jeunesse Gallimard für den ersten Band ihrer Tetralogie Die Spiegelreisende – Die Verlobten des Winters verliehen. Der Preis wurde anlässlich des vierzigjährigen Jubiläums von Gallimard Jeunesse ins Leben gerufen, zusammen mit Télerama und RTL France. Die Kurzgeschichte Le Passe-Muraille, Der Mann, der durch Wände ging, von Marcel Aymé hat sie zum Titel ihrer Saga inspiriert.
Die Spiegelreisende erzählt die Abenteuer von Ophelia, die die Gabe hat, die Vergangenheit von Objekten zu „lesen“ und durch Spiegel von einem Ort zum anderen zu reisen. Sie lebt in einer Welt, die aus 21 Archen besteht und von verschiedenen Familienklans bewohnt wird. 2017 veröffentlichte sie den dritten Band der Saga, der zu einem großen Erfolg für den Verlag Gallimard Jeunesse wurde. Die Serie wurde in der französischen Presse bereits mit Harry Potter von J. K. Rowling und Der goldene Kompass von Philip Pullman verglichen. Die ersten beiden Teile erhielten den Grand prix de l’imaginaire in der Kategorie Französischer Jugendroman 2016.

## Veröffentlichungen
Hauptartikel: Die Spiegelreisende
- La Passe-miroir – Tome 1: Les fiancés de l’hiver, Gallimard Jeunesse, Collection Hors Série, 528 Seiten, 2013, ISBN 978-2-07065-376-8
  - Die Spiegelreisende, Band 1: Die Verlobten des Winters. Aus dem Französischen von Amelie Thoma. Insel Verlag 2019, ISBN 978-3-458-17792-0

- La Passe-miroir – Tome 2: Les disparus du Clairdelune, Gallimard Jeunesse, Collection Romans Ado, 550 Seiten, 2015, ISBN 978-2-07066-198-5
  - Die Spiegelreisende, Band 2: Die Verschwundenen vom Mondscheinpalast. Insel Verlag 2019, ISBN 978-3-458-17826-2

- La Passe-miroir – Tome 3: La mémoire de Babel, Gallimard Jeunesse, Collection Hors Série, 496 Seiten, 2017, ISBN 978-2-07508-189-4
  - Die Spiegelreisende, Band 3: Das Gedächtnis von Babel. Insel Verlag 2019, ISBN 978-3-458-17827-9

- La Passe-miroir – Tome 4: La Tempête des échos, Gallimard Jeunesse, Collection Hors Série, 576 Seiten, 2019, ISBN 978-2-07509-386-6
  - Die Spiegelreisende, Band 4: Im Sturm der Echos. Insel Verlag 2020, ISBN 978-3-45817-858-3

| Personendaten    | Personendaten                |
| ---------------- | ---------------------------- |
| NAME             | Dabos, Christelle            |
| KURZBESCHREIBUNG | französische Fantasy-Autorin |
| GEBURTSDATUM     | 1980                         |
| GEBURTSORT       | Côte d’Azur                  |